# Florence Nightingale
Florence Nightingale (født 12. maj 1820, død 13. august 1910) var en engelsk sygeplejereformator. Hun kendes især for sit arbejde under Krimkrigen; hun huskes for om natten at gå gennem sygestuerne med en lampe i hånden og tilse de sårede, ofte med et trøstende ord på læben. Det var dog mest i sin egenskab af statistiker og gennem nøje registreringer af udkommet af den givne behandling til patienterne i hendes varetægt, at hun bevirkede markante ændringer i sygeplejen, hvad senere førte til den første formaliserede sygeplejeuddannelse. 

## Opvækst
Florence Nightingale voksede op sammen med den et år ældre søster Panthenope i en yderst velstående familie. Hendes mor Frances Smith og faderen William Edward Shore var englændere, med bopæl i Italien, hvorfor Florence er opkaldt efter sin fødeby, Firenze, der på engelsk bliver til Florence. De forlod senere Italien til fordel for Embley Park, i England, hvor herskabsvillaen Lea Hurst blev familiens bopæl. Forældrene havde store forventninger til den unge Florence, der var en attraktiv ung dame. Hendes fremtid var forudbestemt: et liv som frue i overklassemiljøet, gift med en mand af samme stand. Men Florence Nightingale, der var ivrig efter at lære, havde andre planer. Hun ønskede ikke et liv som overklassefrue, der i hendes øjne virkede meningsløst; hun ville slet ikke giftes.

## Karriere
Florence Nightingale havde en stor tro på Gud, og denne tro blev grobund for hendes fremtidsdrømme. Hun ønskede at være god mod andre og hjælpe mennesker, og langsom gik det op for hende, at jobbet som sygeplejerske var hendes kald. Denne idé var dog stik imod søsteren og moderens ønske.
Det er den romantiske myte om Florence Nigthingale. Virkeligheden kan at være en lidt anden. Flere historikere giver et andet billede af Nightingale. Hun havde store forventninger til sine ansatte og ikke mindst sig selv, og hun var ikke altid den ømme og milde kvinde, men hun var både en bestemt og autoritær administrator og organisator. Især huskes hun for sit arbejde med at dokumentere og føre statistik samt for flere hygiejniske tiltag, herunder ordentlige bade- og toiletforhold, samt noget så enkelt som udluftning af sygestuerne; alene dette tiltag gjorde, at hun kunne dokumentere en markant forbedring af soldaternes overlevelsesmuligheder. 
Nightingale anses for at være grundlæggeren af den moderne sygepleje. Den 9. juli 1860 åbnede hun Nightingale Training School ved det daværende St. Thomas. Hospital; skolen eksisterer i dag ved King's College London som Florence Nightingale Faculty of Nursing, Midwifery & Palliative Care. Hun havde i 1859 udgivet sin bog Notes on Nursing, der skulle danne basis for den uddannelse til sygeplejerske, hun oprettede på sin skole; bogen anvendes endnu i dag i sygeplejeuddannelsen, også i Danmark.